# سامورایی ۳: دوئل در جزیره گان‌ریو
سامورائی ۳: دوئل در جزیره گان‌ریو (انگلیسی: Samurai III: Duel at Ganryu Island؛ به ژاپنی: 宮本武蔵完結編 決闘巌流島) یک فیلم سامورایی تاریخی به کارگردانی هیروشی ایناگاکی است. از بازیگران آن می‌توان به توشیرو میفونه، ماریکو اوکادا و تاکاشی شیمورا اشاره کرد.
این فیلم سومین قسمت از یک سه‌گانهٔ سامورائی است و بر پایه رمان موساشی اثرِ ایجی یوشیکاوا ساخته شده است. این رمان نیز خود، اقتباس غیردقیقی از زندگی شمشیرزن و رونین افسانه‌ای ژاپن، میاموتو موساشی است.